# Reuben Pace
Reuben Pace  (* 13. November 1974) ist ein maltesischer Komponist.

## Leben
Reuben Pace absolvierte seine Ausbildung in Komposition, Musiktheorie und Dirigieren an der Universität Malta sowie der Bangor University, wo ihm 2012 der Ph.D.-Titel verliehen wurde. Zu seinen wichtigsten Lehrern zählten Charles Camilleri, Anthony Bonello, Laurence Borg und Joseph Sammut. Bereits während seines Studiums beschäftigte er sich intensiv mit dem Morphing und entwickelte daraus seine individuelle Kompositionstechnik und Klangsprache.
Paces Werke werden von international renommierten Orchestern und Ensembles aufgeführt. Am 26. Januar 2017 fand im Rahmen des Valletta International Baroque Festivals im Teatru Manoel die Uraufführung seines Concertinos für Gitarre, Cembalo und Orchester statt. Mitwirkende waren das Malta Philharmonic Orchestra unter der Leitung von Michelle Castelletti sowie die Solistinnen Johanna Beisteiner (Gitarre) und Joanne Camilleri (Cembalo). Auch das BBC National Orchestra of Wales und das Duke Quartet spielten einige seiner Kompositionen.

## Werke (Auswahl)
- 2010: Missa Brevis für Sopran, Tenor und Doppelchor
- 2011: L-Ahhar Moll (Der letzte Kai) für Sopran, Tonband, Live Diffusion und Video
- 2012: Back from the stars für Flöte, Cello und Klavier
- 2013: Fil-Qosor für B-Klarinette und Klavier
- 2014: Wehidna (Wir, Allein) für Streichquartett
- 2014: Il-Grajja ta' Vitorin für Mezzosopran und Klavier
- 2015: Versus für Chor, Knabensopran, Sopran, Mezzosopran, Tenor und Bariton
- 2016: Concertino für Gitarre, Cembalo und Orchester
- 2018: Mdina Suite für Gitarre solo
- 2022: Blat: The Island Fortress (Opernfilm, Malta)[5][6]